# Brzeziny (Staszów)
Pour les articles homonymes, voir Brzeziny (homonymie).
Brzeziny est une localité polonaise de la gmina de Szydłów, située dans le powiat de Staszów en voïvodie de Sainte-Croix.